# 冉霞
冉霞（1966年7月—），女，苗族，重庆酉阳人，中华人民共和国政治人物。现任贵州省政协副主席，贵州省社会主义学院副院长，民盟中央常委，民盟贵州省委主委。第十二、十四届全国政协委员。